# استاروشاریپوو
استاروشاریپوو (انگلیسی: Starosharipovo) یک شهرک در شهرستان داولکانوفسکی در استان باشقیرستان کشور روسیه است.